# Afinéievo
Afinéievo (en rus: Афинеево) és un poble de l'óblast de Vladímir, a Rússia, segons el cens del 2010 tenia 11 habitants. Pertany al districte municipal de Iúriev-Polski.